# Ragnhild Aamodt
Ragnhild Aamodt (født 9. september 1980 i Sarpsborg) er en norsk håndboldspiller. I øjeblikket spiller hun for den norske klub Sarpsborg. Indtil marts 2009 spillede hun for Norges håndboldlandshold.. Hun spillede i seks sæsoner i Danmark og kom med i den danske eliteserie All Star Team tre gange. Hun deltog også under VM 2003 og 2005 hvor hun kom på en henholdsvis sjette og niendeplads.
Hun debuterede på det norske landshold i 2002, og spillede i 133 kampe og scorede 314 mål indtil hun blev pensioneret i marts 2009. Hun er tre gange europamester, fra 2004 til 2008. Hun vandt en sølvmedalje under VM 2007 og en sølvmedalje under Sommer-OL 2008 i Beijing.

## Karriere
Hun startede sin håndboldkarriere i Skjeberg IF da hun var 4 år gammel. Efter et par sæsoner i GOG Svendborg, flyttede hun til Ikast-Brande i 2005. Hun var tæt på at koste Norge pladsen i den olympiske turnering, da hun skød på stolpen sådan at Sydkorea fik bolden i 15 sekunder før kampen sluttede, i stedet for at have lavet et frikast eller have holdt bolden hos holdet. Sydkorea scorede, men takket være Gro Hammersheng blev fadæsen undgået. Der blev hun frem til 2009 hvor at hun valgte at rejse hjem til Norge for at arbejde for Infotjenester og for at spille for Sarpsborg IL i 2. division.